# Alseis blackiana
Alseis blackiana är en måreväxtart som beskrevs av William Botting Hemsley. Alseis blackiana ingår i släktet Alseis och familjen måreväxter. Inga underarter finns listade i Catalogue of Life.